# Преведени имена на официалните езици на Европейския съюз
| ISO 639-1 | английски                | български                              | гръцки                 | датски                             | естонски               | ирландски                   | испански                | италиански                | латвийски                   | литовски               | малтийски               | немски                    |
| --------- | ------------------------ | -------------------------------------- | ---------------------- | ---------------------------------- | ---------------------- | --------------------------- | ----------------------- | ------------------------- | --------------------------- | ---------------------- | ----------------------- | ------------------------- |
| en        | на английски: English    | на български: английски                | на гръцки: Αγγλικά     | на датски: engelsk                 | на естонски: inglise   | на ирландски: Béarla        | на испански: inglés     | на италиански: inglese    | на латвийски: angļu         | на литовски: anglų     | на малтийски: Ingliż    | на немски: Englisch       |
| bg        | на английски: Bulgarian  | на български: български                | на гръцки: Βουλγαρική  | на датски: bulgarsk                | на естонски: bulgaaria | на ирландски: Bulgáiris     | на испански: búlgaro    | на италиански: bulgara    | на латвийски: bulgāru       | на литовски: bulgarų   | на малтийски: Bulgaru   | на немски: Bulgarisch     |
| el        | на английски: Greek      | на български: гръцки                   | на гръцки: Ελληνικά    | на датски: græsk                   | на естонски: kreeka    | на ирландски: Gréigis       | на испански: griego     | на италиански: greco      | на латвийски: grieķu        | на литовски: graikų    | на малтийски: Grieg     | на немски: Griechisch     |
| da        | на английски: Danish     | на български: датски                   | на гръцки: Δανικά      | на датски: dansk                   | на естонски: taani     | на ирландски: Danmhairgis   | на испански: danés      | на италиански: danese     | на латвийски: dāņu          | на литовски: danų      | на малтийски: Daniż     | на немски: Dänisch        |
| et        | на английски: Estonian   | на български: естонски                 | на гръцки: Εσθονικά    | на датски: estisk                  | на естонски: eesti     | на ирландски: Eastóinis     | на испански: estonio    | на италиански: estone     | на латвийски: igauņu        | на литовски: estų      | на малтийски: Estonjan  | на немски: Estnisch       |
| ga        | на английски: Irish      | на български: ирландски                | на гръцки: Ιρλανδικά   | на датски: irsk                    | на естонски: iiri      | на ирландски: Gaeilge       | на испански: irlandés   | на италиански: irlandese  | на латвийски: īru           | на литовски: airių     | на малтийски: Irlandiż  | на немски: Irisch         |
| es        | на английски: Spanish    | на български: испански                 | на гръцки: Ισπανικά    | на датски: spansk                  | на естонски: hispaania | на ирландски: Spáinnis      | на испански: español    | на италиански: spagnolo   | на латвийски: spāņu         | на литовски: ispanų    | на малтийски: Spanjol   | на немски: Spanisch       |
| it        | на английски: Italian    | на български: италиански               | на гръцки: Ιταλικά     | на датски: italiensk               | на естонски: itaalia   | на ирландски: Iodáilis      | на испански: italiano   | на италиански: italiano   | на латвийски: itāļu         | на литовски: italų     | на малтийски: Taljan    | на немски: Italienisch    |
| lv        | на английски: Latvian    | на български: латвийски                | на гръцки: Λετονικά    | на датски: lettisk                 | на естонски: läti      | на ирландски: Laitvis       | на испански: letón      | на италиански: lettone    | на латвийски: latviešu      | на литовски: latvių    | на малтийски: Latvjan   | на немски: Lettisch       |
| lt        | на английски: Lithuanian | на български: литовски                 | на гръцки: Λιθουανικά  | на датски: litauisk                | на естонски: leedu     | на ирландски: Liotuáinis    | на испански: lituano    | на италиански: lituano    | на латвийски: lietuviešu    | на литовски: lietuvių  | на малтийски: Litwanjan | на немски: Litauisch      |
| mt        | на английски: Maltese    | на български: малтийски                | на гръцки: Μαλτεζικά   | на датски: maltesisk               | на естонски: malta     | на ирландски: Máltais       | на испански: maltés     | на италиански: maltese    | на латвийски: maltiešu      | на литовски: maltiečių | на малтийски: Malti     | на немски: Maltesisch     |
| de        | на английски: German     | на български: немски                   | на гръцки: Γερμανικά   | на датски: tysk                    | на естонски: saksa     | на ирландски: Gearmáinis    | на испански: alemán     | на италиански: tedesco    | на латвийски: vācu          | на литовски: vokiečių  | на малтийски: Ġermaniż  | на немски: Deutsch        |
| nl        | на английски: Dutch      | на български: нидерландски / холандски | на гръцки: Ολλανδικά   | на датски: nederlandsk / hollandsk | на естонски: hollandi  | на ирландски: Ollannais     | на испански: neerlandés | на италиански: olandese   | на латвийски: nīderlandiešu | на литовски: olandų    | на малтийски: Olandiż   | на немски: Niederländisch |
| pl        | на английски: Polish     | на български: полски                   | на гръцки: Πολωνικά    | на датски: polsk                   | на естонски: poola     | на ирландски: Polainnis     | на испански: polaco     | на италиански: polacco    | на латвийски: poļu          | на литовски: lenkų     | на малтийски: Pollakk   | на немски: Polnisch       |
| pt        | на английски: Portuguese | на български: португалски              | на гръцки: Πορτογαλικά | на датски: portugisisk             | на естонски: portugali | на ирландски: Portaingéilis | на испански: portugués  | на италиански: portoghese | на латвийски: portugāļu     | на литовски: portugalų | на малтийски: Portugiż  | на немски: Portugiesisch  |
| ro        | на английски: Romanian   | на български: румънски                 | на гръцки: Ρουμανική   | на датски: rumænsk                 | на естонски: rumeenia  | на ирландски: Rómáinis      | на испански: rumano     | на италиански: rumena     | на латвийски: rumāņu        | на литовски: rumunų    | на малтийски: Rumen     | на немски: Rumänische     |
| sk        | на английски: Slovak     | на български: словашки                 | на гръцки: Σλοβακικά   | на датски: slovakisk               | на естонски: slovaki   | на ирландски: Slóvaicis     | на испански: eslovaco   | на италиански: slovacco   | на латвийски: slovāku       | на литовски: slovakų   | на малтийски: Slovakk   | на немски: Slowakisch     |
| sl        | на английски: Slovene    | на български: словенски                | на гръцки: Σλοβενικά   | на датски: slovensk                | на естонски: sloveeni  | на ирландски: Slóivéinis    | на испански: esloveno   | на италиански: sloveno    | на латвийски: slovēņu       | на литовски: slovėnų   | на малтийски: Sloven    | на немски: Slowenisch     |
| hu        | на английски: Hungarian  | на български: унгарски                 | на гръцки: Ουγγρικά    | на датски: ungarsk                 | на естонски: ungari    | на ирландски: Ungáiris      | на испански: húngaro    | на италиански: ungherese  | на латвийски: ungāru        | на литовски: vengrų    | на малтийски: Ungeriż   | на немски: Ungarisch      |
| fi        | на английски: Finnish    | на български: фински                   | на гръцки: Φινλανδικά  | на датски: finsk                   | на естонски: soome     | на ирландски: Fionlannais   | на испански: finés      | на италиански: finlandese | на латвийски: somu          | на литовски: suomių    | на малтийски: Finlandiż | на немски: Finnisch       |
| fr        | на английски: French     | на български: френски                  | на гръцки: Γαλλικά     | на датски: fransk                  | на естонски: prantsuse | на ирландски: Fraincis      | на испански: francés    | на италиански: francese   | на латвийски: franču        | на литовски: prancūzų  | на малтийски: Franċiż   | на немски: Französisch    |
| cs        | на английски: Czech      | на български: чешки                    | на гръцки: Τσεχικά     | на датски: tjekkisk                | на естонски: tšehhi    | на ирландски: Seicis        | на испански: checo      | на италиански: ceco       | на латвийски: čehu          | на литовски: čekų      | на малтийски: Ċek       | на немски: Tschechisch    |
| sv        | на английски: Swedish    | на български: шведски                  | на гръцки: Σουηδικά    | на датски: svensk                  | на естонски: rootsi    | на ирландски: Sualainnis    | на испански: sueco      | на италиански: svedese    | на латвийски: zviedru       | на литовски: švedų     | на малтийски: Svediż    | на немски: Schwedisch     |

| ISO 639-1 | нидерландски / холандски    | полски                 | португалски                 | румънски                 | словашки                  | словенски                   | унгарски              | фински               | френски                 | чешки                   | шведски                  |
| --------- | --------------------------- | ---------------------- | --------------------------- | ------------------------ | ------------------------- | --------------------------- | --------------------- | -------------------- | ----------------------- | ----------------------- | ------------------------ |
| en        | на нидерландски: Engels     | на полски: angielski   | на португалски: inglês      | на румънски: engleză     | на словашки: angličtina   | на словенски: angleščina    | на унгарски: angol    | на фински: englanti  | на френски: anglais     | на чешки: angličtina    | на шведски: engelska     |
| bg        | на нидерландски: Bulgaars   | на полски: bułgarski   | на португалски: búlgara     | на румънски: bulgară     | на словашки: bulharčina   | на словенски: bolgarščina   | на унгарски: bolgár   | на фински: bulgarian | на френски: bulgare     | на чешки: bulharština   | на шведски: bulgariska   |
| el        | на нидерландски: Grieks     | на полски: grecki      | на португалски: grego       | на румънски: greacă      | на словашки: gréčtina     | на словенски: grščina       | на унгарски: görög    | на фински: kreikka   | на френски: grec        | на чешки: řečtina       | на шведски: grekiska     |
| da        | на нидерландски: Deens      | на полски: duński      | на португалски: dinamarquês | на румънски: daneză      | на словашки: dánčina      | на словенски: danščina      | на унгарски: dán      | на фински: tanska    | на френски: danois      | на чешки: dánština      | на шведски: danska       |
| et        | на нидерландски: Estisch    | на полски: estoński    | на португалски: estónio     | на румънски: estonă      | на словашки: estónčina    | на словенски: estonščina    | на унгарски: észt     | на фински: viro      | на френски: estonien    | на чешки: estonština    | на шведски: estniska     |
| ga        | на нидерландски: Iers       | на полски: irlandzki   | на португалски: irlandês    | на румънски: irlandeză   | на словашки: irščina      | на словенски: irščina       | на унгарски: ír       | на фински: iiri      | на френски: irlandais   | на чешки: irština       | на шведски: iriska       |
| es        | на нидерландски: Spaans     | на полски: hiszpański  | на португалски: espanhol    | на румънски: spaniolă    | на словашки: španielčina  | на словенски: španščina     | на унгарски: spanyol  | на фински: espanja   | на френски: espagnol    | на чешки: španělština   | на шведски: spanska      |
| it        | на нидерландски: Italiaans  | на полски: włoski      | на португалски: italiano    | на румънски: italiană    | на словашки: taliančina   | на словенски: italijanščina | на унгарски: olasz    | на фински: italia    | на френски: italien     | на чешки: italština     | на шведски: italienska   |
| lv        | на нидерландски: Lets       | на полски: łotewski    | на португалски: letão       | на румънски: letonă      | на словашки: lotyština    | на словенски: latvijščina   | на унгарски: lett     | на фински: latvia    | на френски: letton      | на чешки: lotyština     | на шведски: lettiska     |
| lt        | на нидерландски: Litouws    | на полски: litewski    | на португалски: lituano     | на румънски: lituaniană  | на словашки: litovčina    | на словенски: litvanščina   | на унгарски: litván   | на фински: liettua   | на френски: lituanien   | на чешки: litevština    | на шведски: litauiska    |
| mt        | на нидерландски: Maltees    | на полски: maltański   | на португалски: maltês      | на румънски: malteză     | на словашки: maltčina     | на словенски: malteščina    | на унгарски: máltai   | на фински: malta     | на френски: maltais     | на чешки: maltština     | на шведски: maltesiska   |
| de        | на нидерландски: Duits      | на полски: niemiecki   | на португалски: alemão      | на румънски: germană     | на словашки: nemčina      | на словенски: nemščina      | на унгарски: német    | на фински: saksa     | на френски: allemand    | на чешки: němčina       | на шведски: tyska        |
| nl        | на нидерландски: Nederlands | на полски: holenderski | на португалски: holandês    | на румънски: neerlandeză | на словашки: holandčina   | на словенски: nizozemščina  | на унгарски: holland  | на фински: hollanti  | на френски: néerlandais | на чешки: nizozemština  | на шведски: nederländska |
| pl        | на нидерландски: Pools      | на полски: polski      | на португалски: polaco      | на румънски: poloneză    | на словашки: poľština     | на словенски: poljščina     | на унгарски: lengyel  | на фински: puola     | на френски: polonais    | на чешки: polština      | на шведски: polska       |
| pt        | на нидерландски: Portugees  | на полски: portugalski | на португалски: português   | на румънски: portugheză  | на словашки: portugalčina | на словенски: portugalščina | на унгарски: portugál | на фински: portugali | на френски: portugais   | на чешки: portugalština | на шведски: portugisiska |
| ro        | на нидерландски: Roemeens   | на полски: rumuński    | на португалски: romena      | на румънски: română      | на словашки: rumunčina    | на словенски: romunščina    | на унгарски: román    | на фински: romanian  | на френски: roumain     | на чешки: rumunština    | на шведски: rumänska     |
| sk        | на нидерландски: Slowaaks   | на полски: słowacki    | на португалски: eslovaco    | на румънски: slovacă     | на словашки: slovenčina   | на словенски: slovaščina    | на унгарски: szlovák  | на фински: slovakki  | на френски: slovaque    | на чешки: slovenština   | на шведски: slovakiska   |
| sl        | на нидерландски: Sloveens   | на полски: słoweński   | на португалски: esloveno    | на румънски: slovenă     | на словашки: slovinčina   | на словенски: slovenščina   | на унгарски: szlovén  | на фински: sloveeni  | на френски: slovène     | на чешки: slovinština   | на шведски: slovenska    |
| hu        | на нидерландски: Hongaars   | на полски: węgierski   | на португалски: húngaro     | на румънски: ungară      | на словашки: maďarčina    | на словенски: madžarščina   | на унгарски: magyar   | на фински: unkari    | на френски: hongrois    | на чешки: maďarština    | на шведски: ungerska     |
| fi        | на нидерландски: Fins       | на полски: fiński      | на португалски: finlandês   | на румънски: finlandeză  | на словашки: fínčina      | на словенски: finščina      | на унгарски: finn     | на фински: suomi     | на френски: finnois     | на чешки: finština      | на шведски: finska       |
| fr        | на нидерландски: Frans      | на полски: francuski   | на португалски: francês     | на румънски: franceză    | на словашки: francúzština | на словенски: francoščina   | на унгарски: francia  | на фински: ranska    | на френски: français    | на чешки: francouzština | на шведски: franska      |
| cs        | на нидерландски: Tsjechisch | на полски: czeski      | на португалски: checo       | на румънски: cehă        | на словашки: čeština      | на словенски: češčina       | на унгарски: cseh     | на фински: tšekki    | на френски: tchèque     | на чешки: čeština       | на шведски: tjeckiska    |
| sv        | на нидерландски: Zweeds     | на полски: szwedzki    | на португалски: sueco       | на румънски: suedeză     | на словашки: švédčina     | на словенски: švedščina     | на унгарски: svéd     | на фински: ruotsi    | на френски: suédois     | на чешки: švédština     | на шведски: svenska      |